# Zec Frémont
Pour les articles homonymes, voir Frémont.
La zec Frémont est une zone d'exploitation contrôlée (zec) du Canada, située au Québec, dans la région de la Mauricie. Ce territoire public de chasse et pêche est géré par l'Association de chasse et pêche Frémont. La zec frémont a été constituée en 1978 dans le cadre de l'abolition des clubs privés par le Gouvernement du Québec.

## Territoire
La zec Frémont est située entièrement en milieu forestier dans le territoire de la ville de La Tuque, à l'ouest de la rivière Saint-Maurice. Elle partage ses limites avec la zec du Gros-Brochet au sud. La zec comporte une superficie de 601 km2. Sur ce territoire, on y dénombre 250 lacs (dont 85 sont exploités pour la pêche) et deux rivières aussi exploitées pour la pêche.
Le principal lac de la zec est le lac Sincennes, situé au sud-ouest du territoire de la zec. Les autres lacs sont Wilfred, Mansfield, Seal et Frémont. Ce dernier est formé tout en longueur par un renflement de la rivière Flamand qui se dirige d'abord vers le nord, puis vers l'ouest pour aller se jeter dans le Réservoir Blanc sur la rivière Saint-Maurice.

## Toponymie
Le toponyme "zec Frémont" emprunte la désignation du canton et du lac du même nom, lesquels sont inclus dans son territoire. Ces trois toponymes rendent hommage à Jules-Joseph-Taschereau Frémont (1855-1902), un avocat admis au barreau en 1878, puis docteur en droit (1887) et professeur de cette discipline à l'Université Laval.
Le toponyme "zec Frémont" a été inscrit le 5 août 1982 à la Banque des noms de lieux de la Commission de toponymie du Québec.